# Alebroides yanglinginus
Alebroides yanglinginus är en insektsart som beskrevs av Chou och Zhang 1987. Alebroides yanglinginus ingår i släktet Alebroides och familjen dvärgstritar. Inga underarter finns listade i Catalogue of Life.